# Voltage-controlled filter
Il Voltage-controlled filter, noto anche con la sigla VCF, è un filtro controllato in tensione.
Nei sintetizzatori musicali, il VCF è il componente responsabile di gran parte della timbrica riprodotta dallo strumento. Negli strumenti musicali acustici l'andamento delle armoniche, oltre ad altri parametri acustici, considerati nel dominio del tempo, presenta variazioni sia periodiche, per esempio tremolo e vibrato, sia aperiodiche come il decadimento del suono; in un sintetizzatore è possibile simulare l'andamento della variazione delle armoniche prodotte da un oscillatore controllato in tensione (VCO) controllando i parametri del filtro mediante l'impiego di tensioni, a loro volta generate da un generatore di inviluppo o da controllori manuali come il Pitch Wheel e i pedali.
Il filtro in un sintetizzatore opera generalmente su tre parametri: frequenza di taglio, fattore di risonanza (Q) e modalità di filtro; quest'ultima può essere di tipo passa basso, passa banda, passa alto o elimina banda (notch). La tensione o le tensioni di controllo possono agire su più variabili, conferendo al filtro un funzionamento dinamico e variabile nel tempo.